# Scacco al re
|   | a | b | c | d | e | f | g | h |   |
| 8 | b7 cerchio nero · c7 croce nera · d7 cerchio nero · b6 cerchio nero · c6 re del nero · d6 cerchio nero · b5 cerchio nero · c5 cerchio bianco · d5 cerchio nero · c4 cerchio bianco · c3 cerchio bianco · c2 torre del bianco · e1 re del bianco | b7 cerchio nero · c7 croce nera · d7 cerchio nero · b6 cerchio nero · c6 re del nero · d6 cerchio nero · b5 cerchio nero · c5 cerchio bianco · d5 cerchio nero · c4 cerchio bianco · c3 cerchio bianco · c2 torre del bianco · e1 re del bianco | b7 cerchio nero · c7 croce nera · d7 cerchio nero · b6 cerchio nero · c6 re del nero · d6 cerchio nero · b5 cerchio nero · c5 cerchio bianco · d5 cerchio nero · c4 cerchio bianco · c3 cerchio bianco · c2 torre del bianco · e1 re del bianco | b7 cerchio nero · c7 croce nera · d7 cerchio nero · b6 cerchio nero · c6 re del nero · d6 cerchio nero · b5 cerchio nero · c5 cerchio bianco · d5 cerchio nero · c4 cerchio bianco · c3 cerchio bianco · c2 torre del bianco · e1 re del bianco | b7 cerchio nero · c7 croce nera · d7 cerchio nero · b6 cerchio nero · c6 re del nero · d6 cerchio nero · b5 cerchio nero · c5 cerchio bianco · d5 cerchio nero · c4 cerchio bianco · c3 cerchio bianco · c2 torre del bianco · e1 re del bianco | b7 cerchio nero · c7 croce nera · d7 cerchio nero · b6 cerchio nero · c6 re del nero · d6 cerchio nero · b5 cerchio nero · c5 cerchio bianco · d5 cerchio nero · c4 cerchio bianco · c3 cerchio bianco · c2 torre del bianco · e1 re del bianco | b7 cerchio nero · c7 croce nera · d7 cerchio nero · b6 cerchio nero · c6 re del nero · d6 cerchio nero · b5 cerchio nero · c5 cerchio bianco · d5 cerchio nero · c4 cerchio bianco · c3 cerchio bianco · c2 torre del bianco · e1 re del bianco | b7 cerchio nero · c7 croce nera · d7 cerchio nero · b6 cerchio nero · c6 re del nero · d6 cerchio nero · b5 cerchio nero · c5 cerchio bianco · d5 cerchio nero · c4 cerchio bianco · c3 cerchio bianco · c2 torre del bianco · e1 re del bianco | 8 |
| 7 | b7 cerchio nero · c7 croce nera · d7 cerchio nero · b6 cerchio nero · c6 re del nero · d6 cerchio nero · b5 cerchio nero · c5 cerchio bianco · d5 cerchio nero · c4 cerchio bianco · c3 cerchio bianco · c2 torre del bianco · e1 re del bianco | b7 cerchio nero · c7 croce nera · d7 cerchio nero · b6 cerchio nero · c6 re del nero · d6 cerchio nero · b5 cerchio nero · c5 cerchio bianco · d5 cerchio nero · c4 cerchio bianco · c3 cerchio bianco · c2 torre del bianco · e1 re del bianco | b7 cerchio nero · c7 croce nera · d7 cerchio nero · b6 cerchio nero · c6 re del nero · d6 cerchio nero · b5 cerchio nero · c5 cerchio bianco · d5 cerchio nero · c4 cerchio bianco · c3 cerchio bianco · c2 torre del bianco · e1 re del bianco | b7 cerchio nero · c7 croce nera · d7 cerchio nero · b6 cerchio nero · c6 re del nero · d6 cerchio nero · b5 cerchio nero · c5 cerchio bianco · d5 cerchio nero · c4 cerchio bianco · c3 cerchio bianco · c2 torre del bianco · e1 re del bianco | b7 cerchio nero · c7 croce nera · d7 cerchio nero · b6 cerchio nero · c6 re del nero · d6 cerchio nero · b5 cerchio nero · c5 cerchio bianco · d5 cerchio nero · c4 cerchio bianco · c3 cerchio bianco · c2 torre del bianco · e1 re del bianco | b7 cerchio nero · c7 croce nera · d7 cerchio nero · b6 cerchio nero · c6 re del nero · d6 cerchio nero · b5 cerchio nero · c5 cerchio bianco · d5 cerchio nero · c4 cerchio bianco · c3 cerchio bianco · c2 torre del bianco · e1 re del bianco | b7 cerchio nero · c7 croce nera · d7 cerchio nero · b6 cerchio nero · c6 re del nero · d6 cerchio nero · b5 cerchio nero · c5 cerchio bianco · d5 cerchio nero · c4 cerchio bianco · c3 cerchio bianco · c2 torre del bianco · e1 re del bianco | b7 cerchio nero · c7 croce nera · d7 cerchio nero · b6 cerchio nero · c6 re del nero · d6 cerchio nero · b5 cerchio nero · c5 cerchio bianco · d5 cerchio nero · c4 cerchio bianco · c3 cerchio bianco · c2 torre del bianco · e1 re del bianco | 7 |
| 6 | b7 cerchio nero · c7 croce nera · d7 cerchio nero · b6 cerchio nero · c6 re del nero · d6 cerchio nero · b5 cerchio nero · c5 cerchio bianco · d5 cerchio nero · c4 cerchio bianco · c3 cerchio bianco · c2 torre del bianco · e1 re del bianco | b7 cerchio nero · c7 croce nera · d7 cerchio nero · b6 cerchio nero · c6 re del nero · d6 cerchio nero · b5 cerchio nero · c5 cerchio bianco · d5 cerchio nero · c4 cerchio bianco · c3 cerchio bianco · c2 torre del bianco · e1 re del bianco | b7 cerchio nero · c7 croce nera · d7 cerchio nero · b6 cerchio nero · c6 re del nero · d6 cerchio nero · b5 cerchio nero · c5 cerchio bianco · d5 cerchio nero · c4 cerchio bianco · c3 cerchio bianco · c2 torre del bianco · e1 re del bianco | b7 cerchio nero · c7 croce nera · d7 cerchio nero · b6 cerchio nero · c6 re del nero · d6 cerchio nero · b5 cerchio nero · c5 cerchio bianco · d5 cerchio nero · c4 cerchio bianco · c3 cerchio bianco · c2 torre del bianco · e1 re del bianco | b7 cerchio nero · c7 croce nera · d7 cerchio nero · b6 cerchio nero · c6 re del nero · d6 cerchio nero · b5 cerchio nero · c5 cerchio bianco · d5 cerchio nero · c4 cerchio bianco · c3 cerchio bianco · c2 torre del bianco · e1 re del bianco | b7 cerchio nero · c7 croce nera · d7 cerchio nero · b6 cerchio nero · c6 re del nero · d6 cerchio nero · b5 cerchio nero · c5 cerchio bianco · d5 cerchio nero · c4 cerchio bianco · c3 cerchio bianco · c2 torre del bianco · e1 re del bianco | b7 cerchio nero · c7 croce nera · d7 cerchio nero · b6 cerchio nero · c6 re del nero · d6 cerchio nero · b5 cerchio nero · c5 cerchio bianco · d5 cerchio nero · c4 cerchio bianco · c3 cerchio bianco · c2 torre del bianco · e1 re del bianco | b7 cerchio nero · c7 croce nera · d7 cerchio nero · b6 cerchio nero · c6 re del nero · d6 cerchio nero · b5 cerchio nero · c5 cerchio bianco · d5 cerchio nero · c4 cerchio bianco · c3 cerchio bianco · c2 torre del bianco · e1 re del bianco | 6 |
| 5 | b7 cerchio nero · c7 croce nera · d7 cerchio nero · b6 cerchio nero · c6 re del nero · d6 cerchio nero · b5 cerchio nero · c5 cerchio bianco · d5 cerchio nero · c4 cerchio bianco · c3 cerchio bianco · c2 torre del bianco · e1 re del bianco | b7 cerchio nero · c7 croce nera · d7 cerchio nero · b6 cerchio nero · c6 re del nero · d6 cerchio nero · b5 cerchio nero · c5 cerchio bianco · d5 cerchio nero · c4 cerchio bianco · c3 cerchio bianco · c2 torre del bianco · e1 re del bianco | b7 cerchio nero · c7 croce nera · d7 cerchio nero · b6 cerchio nero · c6 re del nero · d6 cerchio nero · b5 cerchio nero · c5 cerchio bianco · d5 cerchio nero · c4 cerchio bianco · c3 cerchio bianco · c2 torre del bianco · e1 re del bianco | b7 cerchio nero · c7 croce nera · d7 cerchio nero · b6 cerchio nero · c6 re del nero · d6 cerchio nero · b5 cerchio nero · c5 cerchio bianco · d5 cerchio nero · c4 cerchio bianco · c3 cerchio bianco · c2 torre del bianco · e1 re del bianco | b7 cerchio nero · c7 croce nera · d7 cerchio nero · b6 cerchio nero · c6 re del nero · d6 cerchio nero · b5 cerchio nero · c5 cerchio bianco · d5 cerchio nero · c4 cerchio bianco · c3 cerchio bianco · c2 torre del bianco · e1 re del bianco | b7 cerchio nero · c7 croce nera · d7 cerchio nero · b6 cerchio nero · c6 re del nero · d6 cerchio nero · b5 cerchio nero · c5 cerchio bianco · d5 cerchio nero · c4 cerchio bianco · c3 cerchio bianco · c2 torre del bianco · e1 re del bianco | b7 cerchio nero · c7 croce nera · d7 cerchio nero · b6 cerchio nero · c6 re del nero · d6 cerchio nero · b5 cerchio nero · c5 cerchio bianco · d5 cerchio nero · c4 cerchio bianco · c3 cerchio bianco · c2 torre del bianco · e1 re del bianco | b7 cerchio nero · c7 croce nera · d7 cerchio nero · b6 cerchio nero · c6 re del nero · d6 cerchio nero · b5 cerchio nero · c5 cerchio bianco · d5 cerchio nero · c4 cerchio bianco · c3 cerchio bianco · c2 torre del bianco · e1 re del bianco | 5 |
| 4 | b7 cerchio nero · c7 croce nera · d7 cerchio nero · b6 cerchio nero · c6 re del nero · d6 cerchio nero · b5 cerchio nero · c5 cerchio bianco · d5 cerchio nero · c4 cerchio bianco · c3 cerchio bianco · c2 torre del bianco · e1 re del bianco | b7 cerchio nero · c7 croce nera · d7 cerchio nero · b6 cerchio nero · c6 re del nero · d6 cerchio nero · b5 cerchio nero · c5 cerchio bianco · d5 cerchio nero · c4 cerchio bianco · c3 cerchio bianco · c2 torre del bianco · e1 re del bianco | b7 cerchio nero · c7 croce nera · d7 cerchio nero · b6 cerchio nero · c6 re del nero · d6 cerchio nero · b5 cerchio nero · c5 cerchio bianco · d5 cerchio nero · c4 cerchio bianco · c3 cerchio bianco · c2 torre del bianco · e1 re del bianco | b7 cerchio nero · c7 croce nera · d7 cerchio nero · b6 cerchio nero · c6 re del nero · d6 cerchio nero · b5 cerchio nero · c5 cerchio bianco · d5 cerchio nero · c4 cerchio bianco · c3 cerchio bianco · c2 torre del bianco · e1 re del bianco | b7 cerchio nero · c7 croce nera · d7 cerchio nero · b6 cerchio nero · c6 re del nero · d6 cerchio nero · b5 cerchio nero · c5 cerchio bianco · d5 cerchio nero · c4 cerchio bianco · c3 cerchio bianco · c2 torre del bianco · e1 re del bianco | b7 cerchio nero · c7 croce nera · d7 cerchio nero · b6 cerchio nero · c6 re del nero · d6 cerchio nero · b5 cerchio nero · c5 cerchio bianco · d5 cerchio nero · c4 cerchio bianco · c3 cerchio bianco · c2 torre del bianco · e1 re del bianco | b7 cerchio nero · c7 croce nera · d7 cerchio nero · b6 cerchio nero · c6 re del nero · d6 cerchio nero · b5 cerchio nero · c5 cerchio bianco · d5 cerchio nero · c4 cerchio bianco · c3 cerchio bianco · c2 torre del bianco · e1 re del bianco | b7 cerchio nero · c7 croce nera · d7 cerchio nero · b6 cerchio nero · c6 re del nero · d6 cerchio nero · b5 cerchio nero · c5 cerchio bianco · d5 cerchio nero · c4 cerchio bianco · c3 cerchio bianco · c2 torre del bianco · e1 re del bianco | 4 |
| 3 | b7 cerchio nero · c7 croce nera · d7 cerchio nero · b6 cerchio nero · c6 re del nero · d6 cerchio nero · b5 cerchio nero · c5 cerchio bianco · d5 cerchio nero · c4 cerchio bianco · c3 cerchio bianco · c2 torre del bianco · e1 re del bianco | b7 cerchio nero · c7 croce nera · d7 cerchio nero · b6 cerchio nero · c6 re del nero · d6 cerchio nero · b5 cerchio nero · c5 cerchio bianco · d5 cerchio nero · c4 cerchio bianco · c3 cerchio bianco · c2 torre del bianco · e1 re del bianco | b7 cerchio nero · c7 croce nera · d7 cerchio nero · b6 cerchio nero · c6 re del nero · d6 cerchio nero · b5 cerchio nero · c5 cerchio bianco · d5 cerchio nero · c4 cerchio bianco · c3 cerchio bianco · c2 torre del bianco · e1 re del bianco | b7 cerchio nero · c7 croce nera · d7 cerchio nero · b6 cerchio nero · c6 re del nero · d6 cerchio nero · b5 cerchio nero · c5 cerchio bianco · d5 cerchio nero · c4 cerchio bianco · c3 cerchio bianco · c2 torre del bianco · e1 re del bianco | b7 cerchio nero · c7 croce nera · d7 cerchio nero · b6 cerchio nero · c6 re del nero · d6 cerchio nero · b5 cerchio nero · c5 cerchio bianco · d5 cerchio nero · c4 cerchio bianco · c3 cerchio bianco · c2 torre del bianco · e1 re del bianco | b7 cerchio nero · c7 croce nera · d7 cerchio nero · b6 cerchio nero · c6 re del nero · d6 cerchio nero · b5 cerchio nero · c5 cerchio bianco · d5 cerchio nero · c4 cerchio bianco · c3 cerchio bianco · c2 torre del bianco · e1 re del bianco | b7 cerchio nero · c7 croce nera · d7 cerchio nero · b6 cerchio nero · c6 re del nero · d6 cerchio nero · b5 cerchio nero · c5 cerchio bianco · d5 cerchio nero · c4 cerchio bianco · c3 cerchio bianco · c2 torre del bianco · e1 re del bianco | b7 cerchio nero · c7 croce nera · d7 cerchio nero · b6 cerchio nero · c6 re del nero · d6 cerchio nero · b5 cerchio nero · c5 cerchio bianco · d5 cerchio nero · c4 cerchio bianco · c3 cerchio bianco · c2 torre del bianco · e1 re del bianco | 3 |
| 2 | b7 cerchio nero · c7 croce nera · d7 cerchio nero · b6 cerchio nero · c6 re del nero · d6 cerchio nero · b5 cerchio nero · c5 cerchio bianco · d5 cerchio nero · c4 cerchio bianco · c3 cerchio bianco · c2 torre del bianco · e1 re del bianco | b7 cerchio nero · c7 croce nera · d7 cerchio nero · b6 cerchio nero · c6 re del nero · d6 cerchio nero · b5 cerchio nero · c5 cerchio bianco · d5 cerchio nero · c4 cerchio bianco · c3 cerchio bianco · c2 torre del bianco · e1 re del bianco | b7 cerchio nero · c7 croce nera · d7 cerchio nero · b6 cerchio nero · c6 re del nero · d6 cerchio nero · b5 cerchio nero · c5 cerchio bianco · d5 cerchio nero · c4 cerchio bianco · c3 cerchio bianco · c2 torre del bianco · e1 re del bianco | b7 cerchio nero · c7 croce nera · d7 cerchio nero · b6 cerchio nero · c6 re del nero · d6 cerchio nero · b5 cerchio nero · c5 cerchio bianco · d5 cerchio nero · c4 cerchio bianco · c3 cerchio bianco · c2 torre del bianco · e1 re del bianco | b7 cerchio nero · c7 croce nera · d7 cerchio nero · b6 cerchio nero · c6 re del nero · d6 cerchio nero · b5 cerchio nero · c5 cerchio bianco · d5 cerchio nero · c4 cerchio bianco · c3 cerchio bianco · c2 torre del bianco · e1 re del bianco | b7 cerchio nero · c7 croce nera · d7 cerchio nero · b6 cerchio nero · c6 re del nero · d6 cerchio nero · b5 cerchio nero · c5 cerchio bianco · d5 cerchio nero · c4 cerchio bianco · c3 cerchio bianco · c2 torre del bianco · e1 re del bianco | b7 cerchio nero · c7 croce nera · d7 cerchio nero · b6 cerchio nero · c6 re del nero · d6 cerchio nero · b5 cerchio nero · c5 cerchio bianco · d5 cerchio nero · c4 cerchio bianco · c3 cerchio bianco · c2 torre del bianco · e1 re del bianco | b7 cerchio nero · c7 croce nera · d7 cerchio nero · b6 cerchio nero · c6 re del nero · d6 cerchio nero · b5 cerchio nero · c5 cerchio bianco · d5 cerchio nero · c4 cerchio bianco · c3 cerchio bianco · c2 torre del bianco · e1 re del bianco | 2 |
| 1 | b7 cerchio nero · c7 croce nera · d7 cerchio nero · b6 cerchio nero · c6 re del nero · d6 cerchio nero · b5 cerchio nero · c5 cerchio bianco · d5 cerchio nero · c4 cerchio bianco · c3 cerchio bianco · c2 torre del bianco · e1 re del bianco | b7 cerchio nero · c7 croce nera · d7 cerchio nero · b6 cerchio nero · c6 re del nero · d6 cerchio nero · b5 cerchio nero · c5 cerchio bianco · d5 cerchio nero · c4 cerchio bianco · c3 cerchio bianco · c2 torre del bianco · e1 re del bianco | b7 cerchio nero · c7 croce nera · d7 cerchio nero · b6 cerchio nero · c6 re del nero · d6 cerchio nero · b5 cerchio nero · c5 cerchio bianco · d5 cerchio nero · c4 cerchio bianco · c3 cerchio bianco · c2 torre del bianco · e1 re del bianco | b7 cerchio nero · c7 croce nera · d7 cerchio nero · b6 cerchio nero · c6 re del nero · d6 cerchio nero · b5 cerchio nero · c5 cerchio bianco · d5 cerchio nero · c4 cerchio bianco · c3 cerchio bianco · c2 torre del bianco · e1 re del bianco | b7 cerchio nero · c7 croce nera · d7 cerchio nero · b6 cerchio nero · c6 re del nero · d6 cerchio nero · b5 cerchio nero · c5 cerchio bianco · d5 cerchio nero · c4 cerchio bianco · c3 cerchio bianco · c2 torre del bianco · e1 re del bianco | b7 cerchio nero · c7 croce nera · d7 cerchio nero · b6 cerchio nero · c6 re del nero · d6 cerchio nero · b5 cerchio nero · c5 cerchio bianco · d5 cerchio nero · c4 cerchio bianco · c3 cerchio bianco · c2 torre del bianco · e1 re del bianco | b7 cerchio nero · c7 croce nera · d7 cerchio nero · b6 cerchio nero · c6 re del nero · d6 cerchio nero · b5 cerchio nero · c5 cerchio bianco · d5 cerchio nero · c4 cerchio bianco · c3 cerchio bianco · c2 torre del bianco · e1 re del bianco | b7 cerchio nero · c7 croce nera · d7 cerchio nero · b6 cerchio nero · c6 re del nero · d6 cerchio nero · b5 cerchio nero · c5 cerchio bianco · d5 cerchio nero · c4 cerchio bianco · c3 cerchio bianco · c2 torre del bianco · e1 re del bianco | 1 |
|   | a | b | c | d | e | f | g | h |   |

Scacco al re, o più semplicemente scacco, è la locuzione che nel gioco degli scacchi indica la situazione in cui il re è sotto minaccia di presa da parte di un pezzo avversario. Il giocatore il cui re viene messo sotto scacco deve muovere in modo tale da rimuovere la condizione: se nessuna mossa consentita dal regolamento permette di fare ciò, lo scacco è detto matto e la partita termina con la vittoria dell'avversario.
Nel corso della partita una mossa è considerata illegale se lascia il proprio re sotto scacco (tranne che in alcune varianti eterodosse del gioco o nelle partite lampo). Si noti anche che non si può dare scacco al re avversario con il proprio re, in quanto questo verrebbe a trovarsi a sua volta sotto scacco; è possibile trovarsi sotto scacco dopo una mossa di re se tale re libera una linea di attacco di un proprio pezzo precedentemente ostruita (scacco di scoperta).
In questa accezione, le parole scacco e scacchi provengono da una derivazione araba del persiano shāh, che significa re.
Questa terminologia è usata inoltre anche in altri giochi affini agli scacchi come lo shōgi e lo xiangqi ed è entrata nell'uso comune come metafora di una situazione di conflitto in cui una delle due parti tiene sotto una grave minaccia l'altra, minaccia che potrebbe risultare decisiva per l'esito finale dello scontro.

## Notazione e annuncio di scacco
Nella notazione algebrica una mossa che dà scacco viene indicata aggiungendo il segno "+" al termine della consueta notazione. Nelle partite amichevoli è uso comune che il giocatore che dà scacco annunci la propria mossa dicendo "Scacco", anche se non è richiesto dal regolamento e nelle partite ufficiali non è solitamente fatto. Anticamente (e più raramente) era usato anche l'avvertimento "garde" nel caso di una minaccia analoga allo scacco al re, ma che veniva portata alla donna avversaria (una sorta di scacco alla regina). Questa abitudine fu però abbandonata nel XIX secolo.

## La difesa
|   | a | b | c | d | e | f | g | h |   |
| 8 | h8 re del nero · d7 pedone del bianco · e7 cerchio bianco · f7 cerchio nero · c6 torre del bianco · d6 cerchio bianco · e6 re del bianco · f6 cerchio nero · d5 cerchio nero · e5 croce bianca · f5 cerchio nero · b4 cavallo del bianco · c4 cerchio nero · f4 cerchio nero · g4 cavallo del nero · b3 cerchio nero · f3 cerchio nero · a2 alfiere del nero · f2 cerchio nero · f1 torre del nero | h8 re del nero · d7 pedone del bianco · e7 cerchio bianco · f7 cerchio nero · c6 torre del bianco · d6 cerchio bianco · e6 re del bianco · f6 cerchio nero · d5 cerchio nero · e5 croce bianca · f5 cerchio nero · b4 cavallo del bianco · c4 cerchio nero · f4 cerchio nero · g4 cavallo del nero · b3 cerchio nero · f3 cerchio nero · a2 alfiere del nero · f2 cerchio nero · f1 torre del nero | h8 re del nero · d7 pedone del bianco · e7 cerchio bianco · f7 cerchio nero · c6 torre del bianco · d6 cerchio bianco · e6 re del bianco · f6 cerchio nero · d5 cerchio nero · e5 croce bianca · f5 cerchio nero · b4 cavallo del bianco · c4 cerchio nero · f4 cerchio nero · g4 cavallo del nero · b3 cerchio nero · f3 cerchio nero · a2 alfiere del nero · f2 cerchio nero · f1 torre del nero | h8 re del nero · d7 pedone del bianco · e7 cerchio bianco · f7 cerchio nero · c6 torre del bianco · d6 cerchio bianco · e6 re del bianco · f6 cerchio nero · d5 cerchio nero · e5 croce bianca · f5 cerchio nero · b4 cavallo del bianco · c4 cerchio nero · f4 cerchio nero · g4 cavallo del nero · b3 cerchio nero · f3 cerchio nero · a2 alfiere del nero · f2 cerchio nero · f1 torre del nero | h8 re del nero · d7 pedone del bianco · e7 cerchio bianco · f7 cerchio nero · c6 torre del bianco · d6 cerchio bianco · e6 re del bianco · f6 cerchio nero · d5 cerchio nero · e5 croce bianca · f5 cerchio nero · b4 cavallo del bianco · c4 cerchio nero · f4 cerchio nero · g4 cavallo del nero · b3 cerchio nero · f3 cerchio nero · a2 alfiere del nero · f2 cerchio nero · f1 torre del nero | h8 re del nero · d7 pedone del bianco · e7 cerchio bianco · f7 cerchio nero · c6 torre del bianco · d6 cerchio bianco · e6 re del bianco · f6 cerchio nero · d5 cerchio nero · e5 croce bianca · f5 cerchio nero · b4 cavallo del bianco · c4 cerchio nero · f4 cerchio nero · g4 cavallo del nero · b3 cerchio nero · f3 cerchio nero · a2 alfiere del nero · f2 cerchio nero · f1 torre del nero | h8 re del nero · d7 pedone del bianco · e7 cerchio bianco · f7 cerchio nero · c6 torre del bianco · d6 cerchio bianco · e6 re del bianco · f6 cerchio nero · d5 cerchio nero · e5 croce bianca · f5 cerchio nero · b4 cavallo del bianco · c4 cerchio nero · f4 cerchio nero · g4 cavallo del nero · b3 cerchio nero · f3 cerchio nero · a2 alfiere del nero · f2 cerchio nero · f1 torre del nero | h8 re del nero · d7 pedone del bianco · e7 cerchio bianco · f7 cerchio nero · c6 torre del bianco · d6 cerchio bianco · e6 re del bianco · f6 cerchio nero · d5 cerchio nero · e5 croce bianca · f5 cerchio nero · b4 cavallo del bianco · c4 cerchio nero · f4 cerchio nero · g4 cavallo del nero · b3 cerchio nero · f3 cerchio nero · a2 alfiere del nero · f2 cerchio nero · f1 torre del nero | 8 |
| 7 | h8 re del nero · d7 pedone del bianco · e7 cerchio bianco · f7 cerchio nero · c6 torre del bianco · d6 cerchio bianco · e6 re del bianco · f6 cerchio nero · d5 cerchio nero · e5 croce bianca · f5 cerchio nero · b4 cavallo del bianco · c4 cerchio nero · f4 cerchio nero · g4 cavallo del nero · b3 cerchio nero · f3 cerchio nero · a2 alfiere del nero · f2 cerchio nero · f1 torre del nero | h8 re del nero · d7 pedone del bianco · e7 cerchio bianco · f7 cerchio nero · c6 torre del bianco · d6 cerchio bianco · e6 re del bianco · f6 cerchio nero · d5 cerchio nero · e5 croce bianca · f5 cerchio nero · b4 cavallo del bianco · c4 cerchio nero · f4 cerchio nero · g4 cavallo del nero · b3 cerchio nero · f3 cerchio nero · a2 alfiere del nero · f2 cerchio nero · f1 torre del nero | h8 re del nero · d7 pedone del bianco · e7 cerchio bianco · f7 cerchio nero · c6 torre del bianco · d6 cerchio bianco · e6 re del bianco · f6 cerchio nero · d5 cerchio nero · e5 croce bianca · f5 cerchio nero · b4 cavallo del bianco · c4 cerchio nero · f4 cerchio nero · g4 cavallo del nero · b3 cerchio nero · f3 cerchio nero · a2 alfiere del nero · f2 cerchio nero · f1 torre del nero | h8 re del nero · d7 pedone del bianco · e7 cerchio bianco · f7 cerchio nero · c6 torre del bianco · d6 cerchio bianco · e6 re del bianco · f6 cerchio nero · d5 cerchio nero · e5 croce bianca · f5 cerchio nero · b4 cavallo del bianco · c4 cerchio nero · f4 cerchio nero · g4 cavallo del nero · b3 cerchio nero · f3 cerchio nero · a2 alfiere del nero · f2 cerchio nero · f1 torre del nero | h8 re del nero · d7 pedone del bianco · e7 cerchio bianco · f7 cerchio nero · c6 torre del bianco · d6 cerchio bianco · e6 re del bianco · f6 cerchio nero · d5 cerchio nero · e5 croce bianca · f5 cerchio nero · b4 cavallo del bianco · c4 cerchio nero · f4 cerchio nero · g4 cavallo del nero · b3 cerchio nero · f3 cerchio nero · a2 alfiere del nero · f2 cerchio nero · f1 torre del nero | h8 re del nero · d7 pedone del bianco · e7 cerchio bianco · f7 cerchio nero · c6 torre del bianco · d6 cerchio bianco · e6 re del bianco · f6 cerchio nero · d5 cerchio nero · e5 croce bianca · f5 cerchio nero · b4 cavallo del bianco · c4 cerchio nero · f4 cerchio nero · g4 cavallo del nero · b3 cerchio nero · f3 cerchio nero · a2 alfiere del nero · f2 cerchio nero · f1 torre del nero | h8 re del nero · d7 pedone del bianco · e7 cerchio bianco · f7 cerchio nero · c6 torre del bianco · d6 cerchio bianco · e6 re del bianco · f6 cerchio nero · d5 cerchio nero · e5 croce bianca · f5 cerchio nero · b4 cavallo del bianco · c4 cerchio nero · f4 cerchio nero · g4 cavallo del nero · b3 cerchio nero · f3 cerchio nero · a2 alfiere del nero · f2 cerchio nero · f1 torre del nero | h8 re del nero · d7 pedone del bianco · e7 cerchio bianco · f7 cerchio nero · c6 torre del bianco · d6 cerchio bianco · e6 re del bianco · f6 cerchio nero · d5 cerchio nero · e5 croce bianca · f5 cerchio nero · b4 cavallo del bianco · c4 cerchio nero · f4 cerchio nero · g4 cavallo del nero · b3 cerchio nero · f3 cerchio nero · a2 alfiere del nero · f2 cerchio nero · f1 torre del nero | 7 |
| 6 | h8 re del nero · d7 pedone del bianco · e7 cerchio bianco · f7 cerchio nero · c6 torre del bianco · d6 cerchio bianco · e6 re del bianco · f6 cerchio nero · d5 cerchio nero · e5 croce bianca · f5 cerchio nero · b4 cavallo del bianco · c4 cerchio nero · f4 cerchio nero · g4 cavallo del nero · b3 cerchio nero · f3 cerchio nero · a2 alfiere del nero · f2 cerchio nero · f1 torre del nero | h8 re del nero · d7 pedone del bianco · e7 cerchio bianco · f7 cerchio nero · c6 torre del bianco · d6 cerchio bianco · e6 re del bianco · f6 cerchio nero · d5 cerchio nero · e5 croce bianca · f5 cerchio nero · b4 cavallo del bianco · c4 cerchio nero · f4 cerchio nero · g4 cavallo del nero · b3 cerchio nero · f3 cerchio nero · a2 alfiere del nero · f2 cerchio nero · f1 torre del nero | h8 re del nero · d7 pedone del bianco · e7 cerchio bianco · f7 cerchio nero · c6 torre del bianco · d6 cerchio bianco · e6 re del bianco · f6 cerchio nero · d5 cerchio nero · e5 croce bianca · f5 cerchio nero · b4 cavallo del bianco · c4 cerchio nero · f4 cerchio nero · g4 cavallo del nero · b3 cerchio nero · f3 cerchio nero · a2 alfiere del nero · f2 cerchio nero · f1 torre del nero | h8 re del nero · d7 pedone del bianco · e7 cerchio bianco · f7 cerchio nero · c6 torre del bianco · d6 cerchio bianco · e6 re del bianco · f6 cerchio nero · d5 cerchio nero · e5 croce bianca · f5 cerchio nero · b4 cavallo del bianco · c4 cerchio nero · f4 cerchio nero · g4 cavallo del nero · b3 cerchio nero · f3 cerchio nero · a2 alfiere del nero · f2 cerchio nero · f1 torre del nero | h8 re del nero · d7 pedone del bianco · e7 cerchio bianco · f7 cerchio nero · c6 torre del bianco · d6 cerchio bianco · e6 re del bianco · f6 cerchio nero · d5 cerchio nero · e5 croce bianca · f5 cerchio nero · b4 cavallo del bianco · c4 cerchio nero · f4 cerchio nero · g4 cavallo del nero · b3 cerchio nero · f3 cerchio nero · a2 alfiere del nero · f2 cerchio nero · f1 torre del nero | h8 re del nero · d7 pedone del bianco · e7 cerchio bianco · f7 cerchio nero · c6 torre del bianco · d6 cerchio bianco · e6 re del bianco · f6 cerchio nero · d5 cerchio nero · e5 croce bianca · f5 cerchio nero · b4 cavallo del bianco · c4 cerchio nero · f4 cerchio nero · g4 cavallo del nero · b3 cerchio nero · f3 cerchio nero · a2 alfiere del nero · f2 cerchio nero · f1 torre del nero | h8 re del nero · d7 pedone del bianco · e7 cerchio bianco · f7 cerchio nero · c6 torre del bianco · d6 cerchio bianco · e6 re del bianco · f6 cerchio nero · d5 cerchio nero · e5 croce bianca · f5 cerchio nero · b4 cavallo del bianco · c4 cerchio nero · f4 cerchio nero · g4 cavallo del nero · b3 cerchio nero · f3 cerchio nero · a2 alfiere del nero · f2 cerchio nero · f1 torre del nero | h8 re del nero · d7 pedone del bianco · e7 cerchio bianco · f7 cerchio nero · c6 torre del bianco · d6 cerchio bianco · e6 re del bianco · f6 cerchio nero · d5 cerchio nero · e5 croce bianca · f5 cerchio nero · b4 cavallo del bianco · c4 cerchio nero · f4 cerchio nero · g4 cavallo del nero · b3 cerchio nero · f3 cerchio nero · a2 alfiere del nero · f2 cerchio nero · f1 torre del nero | 6 |
| 5 | h8 re del nero · d7 pedone del bianco · e7 cerchio bianco · f7 cerchio nero · c6 torre del bianco · d6 cerchio bianco · e6 re del bianco · f6 cerchio nero · d5 cerchio nero · e5 croce bianca · f5 cerchio nero · b4 cavallo del bianco · c4 cerchio nero · f4 cerchio nero · g4 cavallo del nero · b3 cerchio nero · f3 cerchio nero · a2 alfiere del nero · f2 cerchio nero · f1 torre del nero | h8 re del nero · d7 pedone del bianco · e7 cerchio bianco · f7 cerchio nero · c6 torre del bianco · d6 cerchio bianco · e6 re del bianco · f6 cerchio nero · d5 cerchio nero · e5 croce bianca · f5 cerchio nero · b4 cavallo del bianco · c4 cerchio nero · f4 cerchio nero · g4 cavallo del nero · b3 cerchio nero · f3 cerchio nero · a2 alfiere del nero · f2 cerchio nero · f1 torre del nero | h8 re del nero · d7 pedone del bianco · e7 cerchio bianco · f7 cerchio nero · c6 torre del bianco · d6 cerchio bianco · e6 re del bianco · f6 cerchio nero · d5 cerchio nero · e5 croce bianca · f5 cerchio nero · b4 cavallo del bianco · c4 cerchio nero · f4 cerchio nero · g4 cavallo del nero · b3 cerchio nero · f3 cerchio nero · a2 alfiere del nero · f2 cerchio nero · f1 torre del nero | h8 re del nero · d7 pedone del bianco · e7 cerchio bianco · f7 cerchio nero · c6 torre del bianco · d6 cerchio bianco · e6 re del bianco · f6 cerchio nero · d5 cerchio nero · e5 croce bianca · f5 cerchio nero · b4 cavallo del bianco · c4 cerchio nero · f4 cerchio nero · g4 cavallo del nero · b3 cerchio nero · f3 cerchio nero · a2 alfiere del nero · f2 cerchio nero · f1 torre del nero | h8 re del nero · d7 pedone del bianco · e7 cerchio bianco · f7 cerchio nero · c6 torre del bianco · d6 cerchio bianco · e6 re del bianco · f6 cerchio nero · d5 cerchio nero · e5 croce bianca · f5 cerchio nero · b4 cavallo del bianco · c4 cerchio nero · f4 cerchio nero · g4 cavallo del nero · b3 cerchio nero · f3 cerchio nero · a2 alfiere del nero · f2 cerchio nero · f1 torre del nero | h8 re del nero · d7 pedone del bianco · e7 cerchio bianco · f7 cerchio nero · c6 torre del bianco · d6 cerchio bianco · e6 re del bianco · f6 cerchio nero · d5 cerchio nero · e5 croce bianca · f5 cerchio nero · b4 cavallo del bianco · c4 cerchio nero · f4 cerchio nero · g4 cavallo del nero · b3 cerchio nero · f3 cerchio nero · a2 alfiere del nero · f2 cerchio nero · f1 torre del nero | h8 re del nero · d7 pedone del bianco · e7 cerchio bianco · f7 cerchio nero · c6 torre del bianco · d6 cerchio bianco · e6 re del bianco · f6 cerchio nero · d5 cerchio nero · e5 croce bianca · f5 cerchio nero · b4 cavallo del bianco · c4 cerchio nero · f4 cerchio nero · g4 cavallo del nero · b3 cerchio nero · f3 cerchio nero · a2 alfiere del nero · f2 cerchio nero · f1 torre del nero | h8 re del nero · d7 pedone del bianco · e7 cerchio bianco · f7 cerchio nero · c6 torre del bianco · d6 cerchio bianco · e6 re del bianco · f6 cerchio nero · d5 cerchio nero · e5 croce bianca · f5 cerchio nero · b4 cavallo del bianco · c4 cerchio nero · f4 cerchio nero · g4 cavallo del nero · b3 cerchio nero · f3 cerchio nero · a2 alfiere del nero · f2 cerchio nero · f1 torre del nero | 5 |
| 4 | h8 re del nero · d7 pedone del bianco · e7 cerchio bianco · f7 cerchio nero · c6 torre del bianco · d6 cerchio bianco · e6 re del bianco · f6 cerchio nero · d5 cerchio nero · e5 croce bianca · f5 cerchio nero · b4 cavallo del bianco · c4 cerchio nero · f4 cerchio nero · g4 cavallo del nero · b3 cerchio nero · f3 cerchio nero · a2 alfiere del nero · f2 cerchio nero · f1 torre del nero | h8 re del nero · d7 pedone del bianco · e7 cerchio bianco · f7 cerchio nero · c6 torre del bianco · d6 cerchio bianco · e6 re del bianco · f6 cerchio nero · d5 cerchio nero · e5 croce bianca · f5 cerchio nero · b4 cavallo del bianco · c4 cerchio nero · f4 cerchio nero · g4 cavallo del nero · b3 cerchio nero · f3 cerchio nero · a2 alfiere del nero · f2 cerchio nero · f1 torre del nero | h8 re del nero · d7 pedone del bianco · e7 cerchio bianco · f7 cerchio nero · c6 torre del bianco · d6 cerchio bianco · e6 re del bianco · f6 cerchio nero · d5 cerchio nero · e5 croce bianca · f5 cerchio nero · b4 cavallo del bianco · c4 cerchio nero · f4 cerchio nero · g4 cavallo del nero · b3 cerchio nero · f3 cerchio nero · a2 alfiere del nero · f2 cerchio nero · f1 torre del nero | h8 re del nero · d7 pedone del bianco · e7 cerchio bianco · f7 cerchio nero · c6 torre del bianco · d6 cerchio bianco · e6 re del bianco · f6 cerchio nero · d5 cerchio nero · e5 croce bianca · f5 cerchio nero · b4 cavallo del bianco · c4 cerchio nero · f4 cerchio nero · g4 cavallo del nero · b3 cerchio nero · f3 cerchio nero · a2 alfiere del nero · f2 cerchio nero · f1 torre del nero | h8 re del nero · d7 pedone del bianco · e7 cerchio bianco · f7 cerchio nero · c6 torre del bianco · d6 cerchio bianco · e6 re del bianco · f6 cerchio nero · d5 cerchio nero · e5 croce bianca · f5 cerchio nero · b4 cavallo del bianco · c4 cerchio nero · f4 cerchio nero · g4 cavallo del nero · b3 cerchio nero · f3 cerchio nero · a2 alfiere del nero · f2 cerchio nero · f1 torre del nero | h8 re del nero · d7 pedone del bianco · e7 cerchio bianco · f7 cerchio nero · c6 torre del bianco · d6 cerchio bianco · e6 re del bianco · f6 cerchio nero · d5 cerchio nero · e5 croce bianca · f5 cerchio nero · b4 cavallo del bianco · c4 cerchio nero · f4 cerchio nero · g4 cavallo del nero · b3 cerchio nero · f3 cerchio nero · a2 alfiere del nero · f2 cerchio nero · f1 torre del nero | h8 re del nero · d7 pedone del bianco · e7 cerchio bianco · f7 cerchio nero · c6 torre del bianco · d6 cerchio bianco · e6 re del bianco · f6 cerchio nero · d5 cerchio nero · e5 croce bianca · f5 cerchio nero · b4 cavallo del bianco · c4 cerchio nero · f4 cerchio nero · g4 cavallo del nero · b3 cerchio nero · f3 cerchio nero · a2 alfiere del nero · f2 cerchio nero · f1 torre del nero | h8 re del nero · d7 pedone del bianco · e7 cerchio bianco · f7 cerchio nero · c6 torre del bianco · d6 cerchio bianco · e6 re del bianco · f6 cerchio nero · d5 cerchio nero · e5 croce bianca · f5 cerchio nero · b4 cavallo del bianco · c4 cerchio nero · f4 cerchio nero · g4 cavallo del nero · b3 cerchio nero · f3 cerchio nero · a2 alfiere del nero · f2 cerchio nero · f1 torre del nero | 4 |
| 3 | h8 re del nero · d7 pedone del bianco · e7 cerchio bianco · f7 cerchio nero · c6 torre del bianco · d6 cerchio bianco · e6 re del bianco · f6 cerchio nero · d5 cerchio nero · e5 croce bianca · f5 cerchio nero · b4 cavallo del bianco · c4 cerchio nero · f4 cerchio nero · g4 cavallo del nero · b3 cerchio nero · f3 cerchio nero · a2 alfiere del nero · f2 cerchio nero · f1 torre del nero | h8 re del nero · d7 pedone del bianco · e7 cerchio bianco · f7 cerchio nero · c6 torre del bianco · d6 cerchio bianco · e6 re del bianco · f6 cerchio nero · d5 cerchio nero · e5 croce bianca · f5 cerchio nero · b4 cavallo del bianco · c4 cerchio nero · f4 cerchio nero · g4 cavallo del nero · b3 cerchio nero · f3 cerchio nero · a2 alfiere del nero · f2 cerchio nero · f1 torre del nero | h8 re del nero · d7 pedone del bianco · e7 cerchio bianco · f7 cerchio nero · c6 torre del bianco · d6 cerchio bianco · e6 re del bianco · f6 cerchio nero · d5 cerchio nero · e5 croce bianca · f5 cerchio nero · b4 cavallo del bianco · c4 cerchio nero · f4 cerchio nero · g4 cavallo del nero · b3 cerchio nero · f3 cerchio nero · a2 alfiere del nero · f2 cerchio nero · f1 torre del nero | h8 re del nero · d7 pedone del bianco · e7 cerchio bianco · f7 cerchio nero · c6 torre del bianco · d6 cerchio bianco · e6 re del bianco · f6 cerchio nero · d5 cerchio nero · e5 croce bianca · f5 cerchio nero · b4 cavallo del bianco · c4 cerchio nero · f4 cerchio nero · g4 cavallo del nero · b3 cerchio nero · f3 cerchio nero · a2 alfiere del nero · f2 cerchio nero · f1 torre del nero | h8 re del nero · d7 pedone del bianco · e7 cerchio bianco · f7 cerchio nero · c6 torre del bianco · d6 cerchio bianco · e6 re del bianco · f6 cerchio nero · d5 cerchio nero · e5 croce bianca · f5 cerchio nero · b4 cavallo del bianco · c4 cerchio nero · f4 cerchio nero · g4 cavallo del nero · b3 cerchio nero · f3 cerchio nero · a2 alfiere del nero · f2 cerchio nero · f1 torre del nero | h8 re del nero · d7 pedone del bianco · e7 cerchio bianco · f7 cerchio nero · c6 torre del bianco · d6 cerchio bianco · e6 re del bianco · f6 cerchio nero · d5 cerchio nero · e5 croce bianca · f5 cerchio nero · b4 cavallo del bianco · c4 cerchio nero · f4 cerchio nero · g4 cavallo del nero · b3 cerchio nero · f3 cerchio nero · a2 alfiere del nero · f2 cerchio nero · f1 torre del nero | h8 re del nero · d7 pedone del bianco · e7 cerchio bianco · f7 cerchio nero · c6 torre del bianco · d6 cerchio bianco · e6 re del bianco · f6 cerchio nero · d5 cerchio nero · e5 croce bianca · f5 cerchio nero · b4 cavallo del bianco · c4 cerchio nero · f4 cerchio nero · g4 cavallo del nero · b3 cerchio nero · f3 cerchio nero · a2 alfiere del nero · f2 cerchio nero · f1 torre del nero | h8 re del nero · d7 pedone del bianco · e7 cerchio bianco · f7 cerchio nero · c6 torre del bianco · d6 cerchio bianco · e6 re del bianco · f6 cerchio nero · d5 cerchio nero · e5 croce bianca · f5 cerchio nero · b4 cavallo del bianco · c4 cerchio nero · f4 cerchio nero · g4 cavallo del nero · b3 cerchio nero · f3 cerchio nero · a2 alfiere del nero · f2 cerchio nero · f1 torre del nero | 3 |
| 2 | h8 re del nero · d7 pedone del bianco · e7 cerchio bianco · f7 cerchio nero · c6 torre del bianco · d6 cerchio bianco · e6 re del bianco · f6 cerchio nero · d5 cerchio nero · e5 croce bianca · f5 cerchio nero · b4 cavallo del bianco · c4 cerchio nero · f4 cerchio nero · g4 cavallo del nero · b3 cerchio nero · f3 cerchio nero · a2 alfiere del nero · f2 cerchio nero · f1 torre del nero | h8 re del nero · d7 pedone del bianco · e7 cerchio bianco · f7 cerchio nero · c6 torre del bianco · d6 cerchio bianco · e6 re del bianco · f6 cerchio nero · d5 cerchio nero · e5 croce bianca · f5 cerchio nero · b4 cavallo del bianco · c4 cerchio nero · f4 cerchio nero · g4 cavallo del nero · b3 cerchio nero · f3 cerchio nero · a2 alfiere del nero · f2 cerchio nero · f1 torre del nero | h8 re del nero · d7 pedone del bianco · e7 cerchio bianco · f7 cerchio nero · c6 torre del bianco · d6 cerchio bianco · e6 re del bianco · f6 cerchio nero · d5 cerchio nero · e5 croce bianca · f5 cerchio nero · b4 cavallo del bianco · c4 cerchio nero · f4 cerchio nero · g4 cavallo del nero · b3 cerchio nero · f3 cerchio nero · a2 alfiere del nero · f2 cerchio nero · f1 torre del nero | h8 re del nero · d7 pedone del bianco · e7 cerchio bianco · f7 cerchio nero · c6 torre del bianco · d6 cerchio bianco · e6 re del bianco · f6 cerchio nero · d5 cerchio nero · e5 croce bianca · f5 cerchio nero · b4 cavallo del bianco · c4 cerchio nero · f4 cerchio nero · g4 cavallo del nero · b3 cerchio nero · f3 cerchio nero · a2 alfiere del nero · f2 cerchio nero · f1 torre del nero | h8 re del nero · d7 pedone del bianco · e7 cerchio bianco · f7 cerchio nero · c6 torre del bianco · d6 cerchio bianco · e6 re del bianco · f6 cerchio nero · d5 cerchio nero · e5 croce bianca · f5 cerchio nero · b4 cavallo del bianco · c4 cerchio nero · f4 cerchio nero · g4 cavallo del nero · b3 cerchio nero · f3 cerchio nero · a2 alfiere del nero · f2 cerchio nero · f1 torre del nero | h8 re del nero · d7 pedone del bianco · e7 cerchio bianco · f7 cerchio nero · c6 torre del bianco · d6 cerchio bianco · e6 re del bianco · f6 cerchio nero · d5 cerchio nero · e5 croce bianca · f5 cerchio nero · b4 cavallo del bianco · c4 cerchio nero · f4 cerchio nero · g4 cavallo del nero · b3 cerchio nero · f3 cerchio nero · a2 alfiere del nero · f2 cerchio nero · f1 torre del nero | h8 re del nero · d7 pedone del bianco · e7 cerchio bianco · f7 cerchio nero · c6 torre del bianco · d6 cerchio bianco · e6 re del bianco · f6 cerchio nero · d5 cerchio nero · e5 croce bianca · f5 cerchio nero · b4 cavallo del bianco · c4 cerchio nero · f4 cerchio nero · g4 cavallo del nero · b3 cerchio nero · f3 cerchio nero · a2 alfiere del nero · f2 cerchio nero · f1 torre del nero | h8 re del nero · d7 pedone del bianco · e7 cerchio bianco · f7 cerchio nero · c6 torre del bianco · d6 cerchio bianco · e6 re del bianco · f6 cerchio nero · d5 cerchio nero · e5 croce bianca · f5 cerchio nero · b4 cavallo del bianco · c4 cerchio nero · f4 cerchio nero · g4 cavallo del nero · b3 cerchio nero · f3 cerchio nero · a2 alfiere del nero · f2 cerchio nero · f1 torre del nero | 2 |
| 1 | h8 re del nero · d7 pedone del bianco · e7 cerchio bianco · f7 cerchio nero · c6 torre del bianco · d6 cerchio bianco · e6 re del bianco · f6 cerchio nero · d5 cerchio nero · e5 croce bianca · f5 cerchio nero · b4 cavallo del bianco · c4 cerchio nero · f4 cerchio nero · g4 cavallo del nero · b3 cerchio nero · f3 cerchio nero · a2 alfiere del nero · f2 cerchio nero · f1 torre del nero | h8 re del nero · d7 pedone del bianco · e7 cerchio bianco · f7 cerchio nero · c6 torre del bianco · d6 cerchio bianco · e6 re del bianco · f6 cerchio nero · d5 cerchio nero · e5 croce bianca · f5 cerchio nero · b4 cavallo del bianco · c4 cerchio nero · f4 cerchio nero · g4 cavallo del nero · b3 cerchio nero · f3 cerchio nero · a2 alfiere del nero · f2 cerchio nero · f1 torre del nero | h8 re del nero · d7 pedone del bianco · e7 cerchio bianco · f7 cerchio nero · c6 torre del bianco · d6 cerchio bianco · e6 re del bianco · f6 cerchio nero · d5 cerchio nero · e5 croce bianca · f5 cerchio nero · b4 cavallo del bianco · c4 cerchio nero · f4 cerchio nero · g4 cavallo del nero · b3 cerchio nero · f3 cerchio nero · a2 alfiere del nero · f2 cerchio nero · f1 torre del nero | h8 re del nero · d7 pedone del bianco · e7 cerchio bianco · f7 cerchio nero · c6 torre del bianco · d6 cerchio bianco · e6 re del bianco · f6 cerchio nero · d5 cerchio nero · e5 croce bianca · f5 cerchio nero · b4 cavallo del bianco · c4 cerchio nero · f4 cerchio nero · g4 cavallo del nero · b3 cerchio nero · f3 cerchio nero · a2 alfiere del nero · f2 cerchio nero · f1 torre del nero | h8 re del nero · d7 pedone del bianco · e7 cerchio bianco · f7 cerchio nero · c6 torre del bianco · d6 cerchio bianco · e6 re del bianco · f6 cerchio nero · d5 cerchio nero · e5 croce bianca · f5 cerchio nero · b4 cavallo del bianco · c4 cerchio nero · f4 cerchio nero · g4 cavallo del nero · b3 cerchio nero · f3 cerchio nero · a2 alfiere del nero · f2 cerchio nero · f1 torre del nero | h8 re del nero · d7 pedone del bianco · e7 cerchio bianco · f7 cerchio nero · c6 torre del bianco · d6 cerchio bianco · e6 re del bianco · f6 cerchio nero · d5 cerchio nero · e5 croce bianca · f5 cerchio nero · b4 cavallo del bianco · c4 cerchio nero · f4 cerchio nero · g4 cavallo del nero · b3 cerchio nero · f3 cerchio nero · a2 alfiere del nero · f2 cerchio nero · f1 torre del nero | h8 re del nero · d7 pedone del bianco · e7 cerchio bianco · f7 cerchio nero · c6 torre del bianco · d6 cerchio bianco · e6 re del bianco · f6 cerchio nero · d5 cerchio nero · e5 croce bianca · f5 cerchio nero · b4 cavallo del bianco · c4 cerchio nero · f4 cerchio nero · g4 cavallo del nero · b3 cerchio nero · f3 cerchio nero · a2 alfiere del nero · f2 cerchio nero · f1 torre del nero | h8 re del nero · d7 pedone del bianco · e7 cerchio bianco · f7 cerchio nero · c6 torre del bianco · d6 cerchio bianco · e6 re del bianco · f6 cerchio nero · d5 cerchio nero · e5 croce bianca · f5 cerchio nero · b4 cavallo del bianco · c4 cerchio nero · f4 cerchio nero · g4 cavallo del nero · b3 cerchio nero · f3 cerchio nero · a2 alfiere del nero · f2 cerchio nero · f1 torre del nero | 1 |
|   | a | b | c | d | e | f | g | h |   |

Ci possono essere tre possibili difese contro lo scacco:
- Catturare il pezzo che minaccia il re. Ciò può essere fatto con uno qualsiasi dei propri pezzi, re compreso; in quest'ultimo caso, però, il pezzo attaccante non deve essere protetto, altrimenti la presa di re non rimuoverebbe lo scacco.
- Muovere il re in una casella dove non sia più sotto scacco. La fuga è consentita purché non sia effettuata mediante un arrocco, mossa che è illegale se il re è sotto scacco.
- Interporre un proprio pezzo tra il re ed il pezzo che lo minaccia. Questa manovra non è possibile se lo scacco è portato con il cavallo, che è l'unico pezzo che non viene intralciato nel suo movimento da altri pezzi sulla scacchiera. Il pezzo che effettua la parata rimane tuttavia inchiodato, cioè non può più essere mosso fino a quando non viene rimossa la minaccia di scacco.

Nella posizione del diagramma il Bianco può difendersi dallo scacco in tre modi:
1. Muovendo Cxa2, cattura il pezzo che attacca il re.
2. Muovendo il re in una casa non attaccata dall'avversario (una di quelle segnate con un pallino bianco) ad esempio: Rd6 o Re7.
3. Parando lo scacco con Tc4 o Cd5.

Se un re è posto sotto scacco doppio (cioè minacciato da due pezzi contemporaneamente), esso si deve difendere da entrambe le minacce alla mossa successiva. Dato che è impossibile mangiare due pezzi o bloccare due linee in una sola mossa, lo scacco doppio può essere rimediato solo con una mossa di re, eventualmente anche catturando uno dei pezzi attaccanti.
Se nessuna difesa risulta possibile si verifica lo scacco matto, che porta alla sconfitta.

## Tipi di scacco
Il più semplice tipo di scacco si verifica quando un pezzo viene mosso per attaccare direttamente il re avversario. A volte lo scacco al re viene effettuato come arma tattica congiuntamente ad una forchetta, ad un'infilata o ad un attacco di scoperta. In altri casi può essere una risorsa proprio contro queste tattiche. Esistono alcune particolari casistiche di scacco.

### Lo scacco di scoperta
Si verifica quando il pezzo che è stato mosso non porta una minaccia al re avversario, ma libera la linea di attacco per un altro pezzo. Lo scacco di scoperta può essere un'importante risorsa tattica perché permette un doppio attacco: quello portato al re avversario (che deve essere obbligatoriamente parato) ed un altro portato col pezzo che è stato mosso a qualche altro obiettivo, rendendo così difficile parare entrambe le minacce.

### Lo scacco doppio
|   | a | b | c | d | e | f | g | h |   |
| 8 | h8 re del nero · d7 pedone del bianco · e7 croce bianca · f7 croce bianca · d6 torre del bianco · e6 re del bianco · f6 cerchio bianco · d5 cerchio nero · e5 cerchio nero · f5 cerchio bianco · c4 cerchio nero · e4 cerchio nero · g4 cavallo del bianco · b3 uno · c3 due · d3 tre · e3 torre del nero · a2 donna del nero | h8 re del nero · d7 pedone del bianco · e7 croce bianca · f7 croce bianca · d6 torre del bianco · e6 re del bianco · f6 cerchio bianco · d5 cerchio nero · e5 cerchio nero · f5 cerchio bianco · c4 cerchio nero · e4 cerchio nero · g4 cavallo del bianco · b3 uno · c3 due · d3 tre · e3 torre del nero · a2 donna del nero | h8 re del nero · d7 pedone del bianco · e7 croce bianca · f7 croce bianca · d6 torre del bianco · e6 re del bianco · f6 cerchio bianco · d5 cerchio nero · e5 cerchio nero · f5 cerchio bianco · c4 cerchio nero · e4 cerchio nero · g4 cavallo del bianco · b3 uno · c3 due · d3 tre · e3 torre del nero · a2 donna del nero | h8 re del nero · d7 pedone del bianco · e7 croce bianca · f7 croce bianca · d6 torre del bianco · e6 re del bianco · f6 cerchio bianco · d5 cerchio nero · e5 cerchio nero · f5 cerchio bianco · c4 cerchio nero · e4 cerchio nero · g4 cavallo del bianco · b3 uno · c3 due · d3 tre · e3 torre del nero · a2 donna del nero | h8 re del nero · d7 pedone del bianco · e7 croce bianca · f7 croce bianca · d6 torre del bianco · e6 re del bianco · f6 cerchio bianco · d5 cerchio nero · e5 cerchio nero · f5 cerchio bianco · c4 cerchio nero · e4 cerchio nero · g4 cavallo del bianco · b3 uno · c3 due · d3 tre · e3 torre del nero · a2 donna del nero | h8 re del nero · d7 pedone del bianco · e7 croce bianca · f7 croce bianca · d6 torre del bianco · e6 re del bianco · f6 cerchio bianco · d5 cerchio nero · e5 cerchio nero · f5 cerchio bianco · c4 cerchio nero · e4 cerchio nero · g4 cavallo del bianco · b3 uno · c3 due · d3 tre · e3 torre del nero · a2 donna del nero | h8 re del nero · d7 pedone del bianco · e7 croce bianca · f7 croce bianca · d6 torre del bianco · e6 re del bianco · f6 cerchio bianco · d5 cerchio nero · e5 cerchio nero · f5 cerchio bianco · c4 cerchio nero · e4 cerchio nero · g4 cavallo del bianco · b3 uno · c3 due · d3 tre · e3 torre del nero · a2 donna del nero | h8 re del nero · d7 pedone del bianco · e7 croce bianca · f7 croce bianca · d6 torre del bianco · e6 re del bianco · f6 cerchio bianco · d5 cerchio nero · e5 cerchio nero · f5 cerchio bianco · c4 cerchio nero · e4 cerchio nero · g4 cavallo del bianco · b3 uno · c3 due · d3 tre · e3 torre del nero · a2 donna del nero | 8 |
| 7 | h8 re del nero · d7 pedone del bianco · e7 croce bianca · f7 croce bianca · d6 torre del bianco · e6 re del bianco · f6 cerchio bianco · d5 cerchio nero · e5 cerchio nero · f5 cerchio bianco · c4 cerchio nero · e4 cerchio nero · g4 cavallo del bianco · b3 uno · c3 due · d3 tre · e3 torre del nero · a2 donna del nero | h8 re del nero · d7 pedone del bianco · e7 croce bianca · f7 croce bianca · d6 torre del bianco · e6 re del bianco · f6 cerchio bianco · d5 cerchio nero · e5 cerchio nero · f5 cerchio bianco · c4 cerchio nero · e4 cerchio nero · g4 cavallo del bianco · b3 uno · c3 due · d3 tre · e3 torre del nero · a2 donna del nero | h8 re del nero · d7 pedone del bianco · e7 croce bianca · f7 croce bianca · d6 torre del bianco · e6 re del bianco · f6 cerchio bianco · d5 cerchio nero · e5 cerchio nero · f5 cerchio bianco · c4 cerchio nero · e4 cerchio nero · g4 cavallo del bianco · b3 uno · c3 due · d3 tre · e3 torre del nero · a2 donna del nero | h8 re del nero · d7 pedone del bianco · e7 croce bianca · f7 croce bianca · d6 torre del bianco · e6 re del bianco · f6 cerchio bianco · d5 cerchio nero · e5 cerchio nero · f5 cerchio bianco · c4 cerchio nero · e4 cerchio nero · g4 cavallo del bianco · b3 uno · c3 due · d3 tre · e3 torre del nero · a2 donna del nero | h8 re del nero · d7 pedone del bianco · e7 croce bianca · f7 croce bianca · d6 torre del bianco · e6 re del bianco · f6 cerchio bianco · d5 cerchio nero · e5 cerchio nero · f5 cerchio bianco · c4 cerchio nero · e4 cerchio nero · g4 cavallo del bianco · b3 uno · c3 due · d3 tre · e3 torre del nero · a2 donna del nero | h8 re del nero · d7 pedone del bianco · e7 croce bianca · f7 croce bianca · d6 torre del bianco · e6 re del bianco · f6 cerchio bianco · d5 cerchio nero · e5 cerchio nero · f5 cerchio bianco · c4 cerchio nero · e4 cerchio nero · g4 cavallo del bianco · b3 uno · c3 due · d3 tre · e3 torre del nero · a2 donna del nero | h8 re del nero · d7 pedone del bianco · e7 croce bianca · f7 croce bianca · d6 torre del bianco · e6 re del bianco · f6 cerchio bianco · d5 cerchio nero · e5 cerchio nero · f5 cerchio bianco · c4 cerchio nero · e4 cerchio nero · g4 cavallo del bianco · b3 uno · c3 due · d3 tre · e3 torre del nero · a2 donna del nero | h8 re del nero · d7 pedone del bianco · e7 croce bianca · f7 croce bianca · d6 torre del bianco · e6 re del bianco · f6 cerchio bianco · d5 cerchio nero · e5 cerchio nero · f5 cerchio bianco · c4 cerchio nero · e4 cerchio nero · g4 cavallo del bianco · b3 uno · c3 due · d3 tre · e3 torre del nero · a2 donna del nero | 7 |
| 6 | h8 re del nero · d7 pedone del bianco · e7 croce bianca · f7 croce bianca · d6 torre del bianco · e6 re del bianco · f6 cerchio bianco · d5 cerchio nero · e5 cerchio nero · f5 cerchio bianco · c4 cerchio nero · e4 cerchio nero · g4 cavallo del bianco · b3 uno · c3 due · d3 tre · e3 torre del nero · a2 donna del nero | h8 re del nero · d7 pedone del bianco · e7 croce bianca · f7 croce bianca · d6 torre del bianco · e6 re del bianco · f6 cerchio bianco · d5 cerchio nero · e5 cerchio nero · f5 cerchio bianco · c4 cerchio nero · e4 cerchio nero · g4 cavallo del bianco · b3 uno · c3 due · d3 tre · e3 torre del nero · a2 donna del nero | h8 re del nero · d7 pedone del bianco · e7 croce bianca · f7 croce bianca · d6 torre del bianco · e6 re del bianco · f6 cerchio bianco · d5 cerchio nero · e5 cerchio nero · f5 cerchio bianco · c4 cerchio nero · e4 cerchio nero · g4 cavallo del bianco · b3 uno · c3 due · d3 tre · e3 torre del nero · a2 donna del nero | h8 re del nero · d7 pedone del bianco · e7 croce bianca · f7 croce bianca · d6 torre del bianco · e6 re del bianco · f6 cerchio bianco · d5 cerchio nero · e5 cerchio nero · f5 cerchio bianco · c4 cerchio nero · e4 cerchio nero · g4 cavallo del bianco · b3 uno · c3 due · d3 tre · e3 torre del nero · a2 donna del nero | h8 re del nero · d7 pedone del bianco · e7 croce bianca · f7 croce bianca · d6 torre del bianco · e6 re del bianco · f6 cerchio bianco · d5 cerchio nero · e5 cerchio nero · f5 cerchio bianco · c4 cerchio nero · e4 cerchio nero · g4 cavallo del bianco · b3 uno · c3 due · d3 tre · e3 torre del nero · a2 donna del nero | h8 re del nero · d7 pedone del bianco · e7 croce bianca · f7 croce bianca · d6 torre del bianco · e6 re del bianco · f6 cerchio bianco · d5 cerchio nero · e5 cerchio nero · f5 cerchio bianco · c4 cerchio nero · e4 cerchio nero · g4 cavallo del bianco · b3 uno · c3 due · d3 tre · e3 torre del nero · a2 donna del nero | h8 re del nero · d7 pedone del bianco · e7 croce bianca · f7 croce bianca · d6 torre del bianco · e6 re del bianco · f6 cerchio bianco · d5 cerchio nero · e5 cerchio nero · f5 cerchio bianco · c4 cerchio nero · e4 cerchio nero · g4 cavallo del bianco · b3 uno · c3 due · d3 tre · e3 torre del nero · a2 donna del nero | h8 re del nero · d7 pedone del bianco · e7 croce bianca · f7 croce bianca · d6 torre del bianco · e6 re del bianco · f6 cerchio bianco · d5 cerchio nero · e5 cerchio nero · f5 cerchio bianco · c4 cerchio nero · e4 cerchio nero · g4 cavallo del bianco · b3 uno · c3 due · d3 tre · e3 torre del nero · a2 donna del nero | 6 |
| 5 | h8 re del nero · d7 pedone del bianco · e7 croce bianca · f7 croce bianca · d6 torre del bianco · e6 re del bianco · f6 cerchio bianco · d5 cerchio nero · e5 cerchio nero · f5 cerchio bianco · c4 cerchio nero · e4 cerchio nero · g4 cavallo del bianco · b3 uno · c3 due · d3 tre · e3 torre del nero · a2 donna del nero | h8 re del nero · d7 pedone del bianco · e7 croce bianca · f7 croce bianca · d6 torre del bianco · e6 re del bianco · f6 cerchio bianco · d5 cerchio nero · e5 cerchio nero · f5 cerchio bianco · c4 cerchio nero · e4 cerchio nero · g4 cavallo del bianco · b3 uno · c3 due · d3 tre · e3 torre del nero · a2 donna del nero | h8 re del nero · d7 pedone del bianco · e7 croce bianca · f7 croce bianca · d6 torre del bianco · e6 re del bianco · f6 cerchio bianco · d5 cerchio nero · e5 cerchio nero · f5 cerchio bianco · c4 cerchio nero · e4 cerchio nero · g4 cavallo del bianco · b3 uno · c3 due · d3 tre · e3 torre del nero · a2 donna del nero | h8 re del nero · d7 pedone del bianco · e7 croce bianca · f7 croce bianca · d6 torre del bianco · e6 re del bianco · f6 cerchio bianco · d5 cerchio nero · e5 cerchio nero · f5 cerchio bianco · c4 cerchio nero · e4 cerchio nero · g4 cavallo del bianco · b3 uno · c3 due · d3 tre · e3 torre del nero · a2 donna del nero | h8 re del nero · d7 pedone del bianco · e7 croce bianca · f7 croce bianca · d6 torre del bianco · e6 re del bianco · f6 cerchio bianco · d5 cerchio nero · e5 cerchio nero · f5 cerchio bianco · c4 cerchio nero · e4 cerchio nero · g4 cavallo del bianco · b3 uno · c3 due · d3 tre · e3 torre del nero · a2 donna del nero | h8 re del nero · d7 pedone del bianco · e7 croce bianca · f7 croce bianca · d6 torre del bianco · e6 re del bianco · f6 cerchio bianco · d5 cerchio nero · e5 cerchio nero · f5 cerchio bianco · c4 cerchio nero · e4 cerchio nero · g4 cavallo del bianco · b3 uno · c3 due · d3 tre · e3 torre del nero · a2 donna del nero | h8 re del nero · d7 pedone del bianco · e7 croce bianca · f7 croce bianca · d6 torre del bianco · e6 re del bianco · f6 cerchio bianco · d5 cerchio nero · e5 cerchio nero · f5 cerchio bianco · c4 cerchio nero · e4 cerchio nero · g4 cavallo del bianco · b3 uno · c3 due · d3 tre · e3 torre del nero · a2 donna del nero | h8 re del nero · d7 pedone del bianco · e7 croce bianca · f7 croce bianca · d6 torre del bianco · e6 re del bianco · f6 cerchio bianco · d5 cerchio nero · e5 cerchio nero · f5 cerchio bianco · c4 cerchio nero · e4 cerchio nero · g4 cavallo del bianco · b3 uno · c3 due · d3 tre · e3 torre del nero · a2 donna del nero | 5 |
| 4 | h8 re del nero · d7 pedone del bianco · e7 croce bianca · f7 croce bianca · d6 torre del bianco · e6 re del bianco · f6 cerchio bianco · d5 cerchio nero · e5 cerchio nero · f5 cerchio bianco · c4 cerchio nero · e4 cerchio nero · g4 cavallo del bianco · b3 uno · c3 due · d3 tre · e3 torre del nero · a2 donna del nero | h8 re del nero · d7 pedone del bianco · e7 croce bianca · f7 croce bianca · d6 torre del bianco · e6 re del bianco · f6 cerchio bianco · d5 cerchio nero · e5 cerchio nero · f5 cerchio bianco · c4 cerchio nero · e4 cerchio nero · g4 cavallo del bianco · b3 uno · c3 due · d3 tre · e3 torre del nero · a2 donna del nero | h8 re del nero · d7 pedone del bianco · e7 croce bianca · f7 croce bianca · d6 torre del bianco · e6 re del bianco · f6 cerchio bianco · d5 cerchio nero · e5 cerchio nero · f5 cerchio bianco · c4 cerchio nero · e4 cerchio nero · g4 cavallo del bianco · b3 uno · c3 due · d3 tre · e3 torre del nero · a2 donna del nero | h8 re del nero · d7 pedone del bianco · e7 croce bianca · f7 croce bianca · d6 torre del bianco · e6 re del bianco · f6 cerchio bianco · d5 cerchio nero · e5 cerchio nero · f5 cerchio bianco · c4 cerchio nero · e4 cerchio nero · g4 cavallo del bianco · b3 uno · c3 due · d3 tre · e3 torre del nero · a2 donna del nero | h8 re del nero · d7 pedone del bianco · e7 croce bianca · f7 croce bianca · d6 torre del bianco · e6 re del bianco · f6 cerchio bianco · d5 cerchio nero · e5 cerchio nero · f5 cerchio bianco · c4 cerchio nero · e4 cerchio nero · g4 cavallo del bianco · b3 uno · c3 due · d3 tre · e3 torre del nero · a2 donna del nero | h8 re del nero · d7 pedone del bianco · e7 croce bianca · f7 croce bianca · d6 torre del bianco · e6 re del bianco · f6 cerchio bianco · d5 cerchio nero · e5 cerchio nero · f5 cerchio bianco · c4 cerchio nero · e4 cerchio nero · g4 cavallo del bianco · b3 uno · c3 due · d3 tre · e3 torre del nero · a2 donna del nero | h8 re del nero · d7 pedone del bianco · e7 croce bianca · f7 croce bianca · d6 torre del bianco · e6 re del bianco · f6 cerchio bianco · d5 cerchio nero · e5 cerchio nero · f5 cerchio bianco · c4 cerchio nero · e4 cerchio nero · g4 cavallo del bianco · b3 uno · c3 due · d3 tre · e3 torre del nero · a2 donna del nero | h8 re del nero · d7 pedone del bianco · e7 croce bianca · f7 croce bianca · d6 torre del bianco · e6 re del bianco · f6 cerchio bianco · d5 cerchio nero · e5 cerchio nero · f5 cerchio bianco · c4 cerchio nero · e4 cerchio nero · g4 cavallo del bianco · b3 uno · c3 due · d3 tre · e3 torre del nero · a2 donna del nero | 4 |
| 3 | h8 re del nero · d7 pedone del bianco · e7 croce bianca · f7 croce bianca · d6 torre del bianco · e6 re del bianco · f6 cerchio bianco · d5 cerchio nero · e5 cerchio nero · f5 cerchio bianco · c4 cerchio nero · e4 cerchio nero · g4 cavallo del bianco · b3 uno · c3 due · d3 tre · e3 torre del nero · a2 donna del nero | h8 re del nero · d7 pedone del bianco · e7 croce bianca · f7 croce bianca · d6 torre del bianco · e6 re del bianco · f6 cerchio bianco · d5 cerchio nero · e5 cerchio nero · f5 cerchio bianco · c4 cerchio nero · e4 cerchio nero · g4 cavallo del bianco · b3 uno · c3 due · d3 tre · e3 torre del nero · a2 donna del nero | h8 re del nero · d7 pedone del bianco · e7 croce bianca · f7 croce bianca · d6 torre del bianco · e6 re del bianco · f6 cerchio bianco · d5 cerchio nero · e5 cerchio nero · f5 cerchio bianco · c4 cerchio nero · e4 cerchio nero · g4 cavallo del bianco · b3 uno · c3 due · d3 tre · e3 torre del nero · a2 donna del nero | h8 re del nero · d7 pedone del bianco · e7 croce bianca · f7 croce bianca · d6 torre del bianco · e6 re del bianco · f6 cerchio bianco · d5 cerchio nero · e5 cerchio nero · f5 cerchio bianco · c4 cerchio nero · e4 cerchio nero · g4 cavallo del bianco · b3 uno · c3 due · d3 tre · e3 torre del nero · a2 donna del nero | h8 re del nero · d7 pedone del bianco · e7 croce bianca · f7 croce bianca · d6 torre del bianco · e6 re del bianco · f6 cerchio bianco · d5 cerchio nero · e5 cerchio nero · f5 cerchio bianco · c4 cerchio nero · e4 cerchio nero · g4 cavallo del bianco · b3 uno · c3 due · d3 tre · e3 torre del nero · a2 donna del nero | h8 re del nero · d7 pedone del bianco · e7 croce bianca · f7 croce bianca · d6 torre del bianco · e6 re del bianco · f6 cerchio bianco · d5 cerchio nero · e5 cerchio nero · f5 cerchio bianco · c4 cerchio nero · e4 cerchio nero · g4 cavallo del bianco · b3 uno · c3 due · d3 tre · e3 torre del nero · a2 donna del nero | h8 re del nero · d7 pedone del bianco · e7 croce bianca · f7 croce bianca · d6 torre del bianco · e6 re del bianco · f6 cerchio bianco · d5 cerchio nero · e5 cerchio nero · f5 cerchio bianco · c4 cerchio nero · e4 cerchio nero · g4 cavallo del bianco · b3 uno · c3 due · d3 tre · e3 torre del nero · a2 donna del nero | h8 re del nero · d7 pedone del bianco · e7 croce bianca · f7 croce bianca · d6 torre del bianco · e6 re del bianco · f6 cerchio bianco · d5 cerchio nero · e5 cerchio nero · f5 cerchio bianco · c4 cerchio nero · e4 cerchio nero · g4 cavallo del bianco · b3 uno · c3 due · d3 tre · e3 torre del nero · a2 donna del nero | 3 |
| 2 | h8 re del nero · d7 pedone del bianco · e7 croce bianca · f7 croce bianca · d6 torre del bianco · e6 re del bianco · f6 cerchio bianco · d5 cerchio nero · e5 cerchio nero · f5 cerchio bianco · c4 cerchio nero · e4 cerchio nero · g4 cavallo del bianco · b3 uno · c3 due · d3 tre · e3 torre del nero · a2 donna del nero | h8 re del nero · d7 pedone del bianco · e7 croce bianca · f7 croce bianca · d6 torre del bianco · e6 re del bianco · f6 cerchio bianco · d5 cerchio nero · e5 cerchio nero · f5 cerchio bianco · c4 cerchio nero · e4 cerchio nero · g4 cavallo del bianco · b3 uno · c3 due · d3 tre · e3 torre del nero · a2 donna del nero | h8 re del nero · d7 pedone del bianco · e7 croce bianca · f7 croce bianca · d6 torre del bianco · e6 re del bianco · f6 cerchio bianco · d5 cerchio nero · e5 cerchio nero · f5 cerchio bianco · c4 cerchio nero · e4 cerchio nero · g4 cavallo del bianco · b3 uno · c3 due · d3 tre · e3 torre del nero · a2 donna del nero | h8 re del nero · d7 pedone del bianco · e7 croce bianca · f7 croce bianca · d6 torre del bianco · e6 re del bianco · f6 cerchio bianco · d5 cerchio nero · e5 cerchio nero · f5 cerchio bianco · c4 cerchio nero · e4 cerchio nero · g4 cavallo del bianco · b3 uno · c3 due · d3 tre · e3 torre del nero · a2 donna del nero | h8 re del nero · d7 pedone del bianco · e7 croce bianca · f7 croce bianca · d6 torre del bianco · e6 re del bianco · f6 cerchio bianco · d5 cerchio nero · e5 cerchio nero · f5 cerchio bianco · c4 cerchio nero · e4 cerchio nero · g4 cavallo del bianco · b3 uno · c3 due · d3 tre · e3 torre del nero · a2 donna del nero | h8 re del nero · d7 pedone del bianco · e7 croce bianca · f7 croce bianca · d6 torre del bianco · e6 re del bianco · f6 cerchio bianco · d5 cerchio nero · e5 cerchio nero · f5 cerchio bianco · c4 cerchio nero · e4 cerchio nero · g4 cavallo del bianco · b3 uno · c3 due · d3 tre · e3 torre del nero · a2 donna del nero | h8 re del nero · d7 pedone del bianco · e7 croce bianca · f7 croce bianca · d6 torre del bianco · e6 re del bianco · f6 cerchio bianco · d5 cerchio nero · e5 cerchio nero · f5 cerchio bianco · c4 cerchio nero · e4 cerchio nero · g4 cavallo del bianco · b3 uno · c3 due · d3 tre · e3 torre del nero · a2 donna del nero | h8 re del nero · d7 pedone del bianco · e7 croce bianca · f7 croce bianca · d6 torre del bianco · e6 re del bianco · f6 cerchio bianco · d5 cerchio nero · e5 cerchio nero · f5 cerchio bianco · c4 cerchio nero · e4 cerchio nero · g4 cavallo del bianco · b3 uno · c3 due · d3 tre · e3 torre del nero · a2 donna del nero | 2 |
| 1 | h8 re del nero · d7 pedone del bianco · e7 croce bianca · f7 croce bianca · d6 torre del bianco · e6 re del bianco · f6 cerchio bianco · d5 cerchio nero · e5 cerchio nero · f5 cerchio bianco · c4 cerchio nero · e4 cerchio nero · g4 cavallo del bianco · b3 uno · c3 due · d3 tre · e3 torre del nero · a2 donna del nero | h8 re del nero · d7 pedone del bianco · e7 croce bianca · f7 croce bianca · d6 torre del bianco · e6 re del bianco · f6 cerchio bianco · d5 cerchio nero · e5 cerchio nero · f5 cerchio bianco · c4 cerchio nero · e4 cerchio nero · g4 cavallo del bianco · b3 uno · c3 due · d3 tre · e3 torre del nero · a2 donna del nero | h8 re del nero · d7 pedone del bianco · e7 croce bianca · f7 croce bianca · d6 torre del bianco · e6 re del bianco · f6 cerchio bianco · d5 cerchio nero · e5 cerchio nero · f5 cerchio bianco · c4 cerchio nero · e4 cerchio nero · g4 cavallo del bianco · b3 uno · c3 due · d3 tre · e3 torre del nero · a2 donna del nero | h8 re del nero · d7 pedone del bianco · e7 croce bianca · f7 croce bianca · d6 torre del bianco · e6 re del bianco · f6 cerchio bianco · d5 cerchio nero · e5 cerchio nero · f5 cerchio bianco · c4 cerchio nero · e4 cerchio nero · g4 cavallo del bianco · b3 uno · c3 due · d3 tre · e3 torre del nero · a2 donna del nero | h8 re del nero · d7 pedone del bianco · e7 croce bianca · f7 croce bianca · d6 torre del bianco · e6 re del bianco · f6 cerchio bianco · d5 cerchio nero · e5 cerchio nero · f5 cerchio bianco · c4 cerchio nero · e4 cerchio nero · g4 cavallo del bianco · b3 uno · c3 due · d3 tre · e3 torre del nero · a2 donna del nero | h8 re del nero · d7 pedone del bianco · e7 croce bianca · f7 croce bianca · d6 torre del bianco · e6 re del bianco · f6 cerchio bianco · d5 cerchio nero · e5 cerchio nero · f5 cerchio bianco · c4 cerchio nero · e4 cerchio nero · g4 cavallo del bianco · b3 uno · c3 due · d3 tre · e3 torre del nero · a2 donna del nero | h8 re del nero · d7 pedone del bianco · e7 croce bianca · f7 croce bianca · d6 torre del bianco · e6 re del bianco · f6 cerchio bianco · d5 cerchio nero · e5 cerchio nero · f5 cerchio bianco · c4 cerchio nero · e4 cerchio nero · g4 cavallo del bianco · b3 uno · c3 due · d3 tre · e3 torre del nero · a2 donna del nero | h8 re del nero · d7 pedone del bianco · e7 croce bianca · f7 croce bianca · d6 torre del bianco · e6 re del bianco · f6 cerchio bianco · d5 cerchio nero · e5 cerchio nero · f5 cerchio bianco · c4 cerchio nero · e4 cerchio nero · g4 cavallo del bianco · b3 uno · c3 due · d3 tre · e3 torre del nero · a2 donna del nero | 1 |
|   | a | b | c | d | e | f | g | h |   |

Si verifica quando il re è posto contemporaneamente sotto la minaccia di due pezzi avversari. Ciò si verifica in genere quando in uno scacco di scoperta anche il pezzo che è stato mosso dà scacco al re avversario o, più raramente, quando una presa en passant apre contemporaneamente due linee di attacco. Nella  notazione algebrica lo scacco doppio viene indicato con "++" invece del solito "+" che indica l'usuale scacco al re. Nella moderna letteratura scacchistica può capitare che "++" indichi lo scacco matto invece di "#".

### Il controscacco
Si verifica quando uno scacco è il risultato della risposta ad uno scacco immediatamente precedente, in particolare quando lo scacco è portato dal pezzo che ha effettuato la parata del precedente.

## Strategia e tattica
Dare scacco al re avversario in una partita di scacchi non porta necessariamente ad un vantaggio. Uno scacco inutile può persino dare al giocatore che lo subisce un tempo di vantaggio per poter muovere il proprio re in una posizione più vantaggiosa. In ogni caso esistono molti casi in cui dare scacco al re avversario può essere una tattica utile (o parte di essa), sia in una situazione di attacco che in una di difesa. Lo scacco è spesso usato nel contesto di combinazioni unitamente ad altre tattiche o semplicemente per forzare l'avversario in una posizione da cui trarre vantaggio. Alcuni attacchi comprendono numerosi scacchi per costringere l'avversario in una posizione perdente, specialmente quando il re risulta essere in una posizione esposta. Uno scacco inatteso in una combinazione forzata o un controscacco non visto in una seria pianificata di scacchi può risultare in uno Zwischenzug, rovinando il piano.
Alcuni usi dello scacco al re:
- dare scacco ripetutamente per cercare di pattare con lo scacco perpetuo una partita in cui si è in svantaggio
- creare una forchetta per guadagnare materiale
- creare un'infilata per prendere un pezzo dietro al re
- forzare uno scambio di pezzi
- utilizzare lo scacco doppio per forzare il re a muovere in una posizione sfavorevole
- forzare il re a muovere per fargli perdere la possibilità dell'arrocco
- allontanare il re dalla difesa di un suo pezzo
- usare lo scacco di scoperta per attaccare un altro pezzo
- creare un attacco di scoperta ad un altro pezzo (situazione duale della precedente)